# Ambassade de France en Moldavie
L’'ambassade de France en Moldavie est la représentation diplomatique de la République française auprès de la république de Moldavie. Elle est située à Chișinău, la capitale du pays, et son ambassadeur est, depuis août 2024, Dominique Waag (d).

## Ambassade
L'ambassade est située à Chișinău. Elle accueille aussi une section consulaire.

## Histoire
Les échanges entre Français et Moldaves datent de la période de la Renaissance, avec la présence de marchands français tel Pierre Lescalopier en 1574 dans les principautés danubiennes, dont celle de Moldavie. Les boyards moldaves avaient souvent aussi des majordomes, gouvernantes et précepteurs français, et des secrétaires français assistaient les princes régnants moldaves ; les étudiants moldaves furent, à Paris, en constante augmentation du XVIIe au XIXe siècle.
Au milieu du XVIIIe siècle, le diplomate Claude-Charles de Peyssonnel, consul de France à Smyrne, proposa l'ouverture d'une représentation française auprès de la principauté de Moldavie, mais ce n'est qu'en 1798 que fut ouvert un vice-consulat à Iași, dépendant de l'ambassadeur français à Constantinople, puisque la Moldavie était vassale de la « Sublime Porte ».
En 1856, alors que la moitié orientale du territoire moldave forme le « gouvernement de Bessarabie », possession de l'Empire russe depuis le traité de Bucarest (1812), le traité de Paris met un terme à la guerre de Crimée (commencée en 1853) et oblige l'Empire russe à rendre à la principauté de Moldavie la Bessarabie méridionale. En 1859, les principautés danubiennes de Moldavie et Valachie s'unissent pour former les principautés unies de Moldavie et de Valachie qui prennent en 1866 le nom de „Roumanie”. Arguant de ce changement, l'Empire russe ne s'estime plus lié par les obligations du traité de Paris de 1856 et, après la guerre russo-turque de 1877-1878, exige de son alliée la Roumanie la restitution de la Bessarabie méridionale.
D'âpres négociations ont lieu au congrès de Berlin entre la France, la Prusse, l'Autriche, l'Empire britannique, l'Empire russe et l'Empire ottoman : la Russie obtient satisfaction. Les Moldaves, qui n'étaient pas admis à participer aux négociations du congrès de Berlin, y sont officieusement représentés par Victor Place, alors consul français à Iași, la métropole moldave. Il n'y a plus ensuite de relations officielles entre la France et la Moldavie, parce que cette dernière a laissé place en 1812 à la Russie sur la rive Est (gauche) de la rivière Prut, et en 1859 à la Roumanie sur la rive Ouest (droite) de cette rivière.
L'éphémère république démocratique moldave de 1917-1918 n'a de relations qu'avec la mission française Henri Berthelot qui aide alors l'armée roumaine à repousser les offensives de la république soviétique d'Odessa et à empêcher la concrétisation de la république socialiste soviétique de Bessarabie : cela n'a rien d'officiel. C'est avec l'Union des républiques socialistes soviétiques que la France entretient des relations diplomatiques par la suite, la république socialiste soviétique de Moldavie étant l'une d'elles à partir de 1940 (grâce au pacte germano-soviétique).
La dislocation de l'URSS et sa transformation en Communauté des États indépendants amène la France à établir une ambassade à Chișinău, la capitale moldave, en 1992. La Moldavie, à son tour, entretient une ambassade en France depuis la visite d'État à Paris du président moldave Petru Lucinschi.

## Ambassadeurs de France en Moldavie
| De   | À    | Ambassadeur              |
| ---- | ---- | ------------------------ |
| 1992 | 1996 | Pierre Morel,            |
| 1996 | 1998 | Serge Smessow,           |
| 1998 | 2003 | Dominique Gazuy-Fromaget |
| 2003 | 2007 | Edmond Pamboukjian       |
| 2007 | 2011 | Pierre Andrieu (d)       |
| 2011 | 2014 | Gérard Guillonneau (d)   |
| 2014 | 2017 | Pascal Vagogne (d)       |
| 2017 | 2021 | Pascal Le Deunff (d)     |
| 2021 | 2024 | Graham Paul (d)          |
| 2024 | -    | Dominique Waag (d)       |

## Consulat

### Communauté française
Au 31 décembre 2016, 90 Français sont inscrits sur les registres consulaires en Moldavie.
| 2001 | 2002 | 2003 | 2004 |
| ---- | ---- | ---- | ---- |
| -    | -    | -    | -    |

| 2005 | 2006 | 2007 | 2008 |
| ---- | ---- | ---- | ---- |
| -    | -    | 63   | 65   |

| 2009 | 2010 | 2011 | 2012 |
| ---- | ---- | ---- | ---- |
| 78   | 87   | 102  | 99   |

| 2013 | 2014 | 2015 | 2016 |
| ---- | ---- | ---- | ---- |
| 90   | 87   | 94   | 90   |

| 2017 | 2018 | 2019 | 2020 |
| ---- | ---- | ---- | ---- |
| 91   | 76   | 68   | 54   |

| 2021 | - | - | - |
| ---- | - | - | - |
| 63   | - | - | - |

### Circonscriptions électorales
Depuis la loi du 22 juillet 2013 réformant la représentation des Français établis hors de France avec la mise en place de conseils consulaires au sein des missions diplomatiques, les ressortissants français d'une circonscription recouvrant la Moldavie et la Roumanie élisent pour six ans trois conseillers consulaires. Ces derniers ont trois rôles : 
1. ils sont des élus de proximité pour les Français de l'étranger ;
2. ils appartiennent à l'une des quinze circonscriptions qui élisent en leur sein les membres de l'Assemblée des Français de l'étranger ;
3. ils intègrent le collège électoral qui élit les sénateurs représentant les Français établis hors de France.

Pour l'élection à l'Assemblée des Français de l'étranger, la Moldavie appartenait jusqu'en 2014 à la circonscription électorale de Moscou, comprenant aussi l'Arménie, l'Azerbaïdjan, la Biélorussie, la Géorgie, le Kazakhstan, le Kirghizistan, l'Ouzbékistan, la Russie, le Tadjikistan, le Turkménistan et l'Ukraine, et désignant un siège. La Moldavie appartient désormais à la circonscription électorale « Europe centrale et orientale » dont le chef-lieu est Varsovie et qui désigne trois de ses 19 conseillers consulaires pour siéger parmi les 90 membres de l'Assemblée des Français de l'étranger.
Pour l'élection des députés des Français de l’étranger, la Moldavie dépend de la 11e circonscription.